# Un étrange phénomène
Un étrange phénomène (titre original : The Remarkable Case of Davidson's Eyes) est une nouvelle de science-fiction de l'écrivain britannique H. G. Wells parue dans sa langue d'origine en 1895 dans le magazine Pall Mall Budget (en).

## Résumé
Un professeur travaille dans le laboratoire de son école lorsqu’un violent coup de tonnerre et la proximité d’un gros électro-aimant le projette sur la plage d’une île tropicale déserte. En réalité, son corps est resté dans le laboratoire alors que sa vision est aux antipodes, évoluant dans les eaux profondes et lointaines, à la rencontre d’éléments marins incroyables et effrayants.

## Contexte
Cette courte nouvelle d’H. G. Wells date d’une époque où les discussions sur la quatrième dimension et les voyages dans le temps et l’espace étaient en vogue dans les sociétés scientifiques. C’est notamment ce qui inspire à Wells le récit d’une vision à distance à travers un « nœud dans l’espace » qui permet d’observer l’autre côté de la planète. Un étrange phénomène devance d’une quarantaine d’années la théorie du « trou de ver », sorte de raccourci à travers l’espace-temps, dont l’existence n’a été suggérée qu’en 1916 par un physicien autrichien puis théorisée par Albert Einstein et Nathan Rosen en 1935.
L’utilisation de ce raccourci « trou de ver » permettrait un voyage d’un point A directement à un point B en un temps considérablement réduit par rapport au temps qu’il faudrait pour parcourir la distance séparant ces deux points de manière linéaire, à la surface d’une feuille, par exemple. Visuellement, il faut s’imaginer voyager non pas à la surface de la feuille de papier, mais à travers le trou de ver ; la feuille, repliée sur elle-même, permet au point A de toucher directement le point B (les points étant diamétralement opposés). Le passage entre ces deux points serait le trou de ver.
Wells prend ainsi comme points de référence Londres (Point A) et l’île des Antipodes (Point B) nom donné à cet archipel situé au sud de la Nouvelle-Zélande car c’est justement la terre émergée la plus proche des antipodes de Londres (le point antipodal réel des îles des Antipodes est en fait situé à quelques kilomètres à l’est de Cherbourg, en France, dans la commune de Gatteville-le-Phare).

## Publication en français
- Un étrange phénomène,Tendance Négative, coll. « Bonnes nouvelles », 2018, trad. Malika Baaziz, 72 p.  (ISBN 978-2-9552165-2-1)